# PHLDA3
PHLDA3 (англ. Pleckstrin homology like domain family A member 3) – білок, який кодується однойменним геном, розташованим у людей на 1-й хромосомі. Довжина поліпептидного ланцюга білка становить 127 амінокислот, а молекулярна маса — 13 891.
| 10         |  | 20         |  | 30         |  | 40         |  | 50         |
| ---------- |  | ---------- |  | ---------- |  | ---------- |  | ---------- |
| MTAAATATVL |  | KEGVLEKRSG |  | GLLQLWKRKR |  | CVLTERGLQL |  | FEAKGTGGRP |
| KELSFARIKA |  | VECVESTGRH |  | IYFTLVTEGG |  | GEIDFRCPLE |  | DPGWNAQITL |
| GLVKFKNQQA |  | IQTVRARQSL |  | GTGTLVS    |  |            |  |            |

A: Аланін

C: Цистеїн

D: Аспарагінова кислота

E: Глутамінова кислота

F: Фенілаланін

G: Гліцин

H: Гістидин

I: Ізолейцин

K: Лізин

L: Лейцин

M: Метіонін

N: Аспарагін

P: Пролін

Q: Глутамін

R: Аргінін

S: Серин

T: Треонін

V: Валін

W: Триптофан

Задіяний у такому біологічному процесі, як апоптоз. 
Локалізований у цитоплазмі, мембрані.